# Wappen der Region Kurdistan
Das Wappen der Region Kurdistan ist das offizielle Wappen der Autonomen Region Kurdistan im Irak.

## Beschreibung
Das Wappen besteht aus einem Adler, der eine Sonne in den Farben der kurdischen Flagge hält: Gelb, Rot, Grün. Der Adler soll auf das Reich der Meder zurückgreifen. Im irakischen Wappen wird der Adler Saladins verwendet, dort steht er für den Panarabismus. Des Weiteren steht der Adler auf einem Banner, auf dem in englischer, arabischer, und kurdischer Sprache „Regionalregierung Kurdistan“ steht. Auf dem Banner ist auch die Jahreszahl 1992. 1992 wurde der „Föderale Teilstaat Kurdistan“ proklamiert.